# Франческо Ајез
Франческо Ајец (итал. Francesco Hayez; Венеција, 10. фебруар 1791 — Милано, 21. децембар 1882) био је један од главних сликара романтизма средином 19. века. Познат је по својим сликкама историје, политичке алегорије, као и финим портретима.

## Биографија
Ајез је рођен у релативно сиромашној породицо. Његов отац је био Француског порекла, а мајка му је била Италијанка. Франческо, је најмађи од петоро синова колико их је укупно имала његова мајка.
Од детињства показује дар за цртање, што његов ујак највише подстиче. Касније постаје студент уметности и учи од сликара Франциска Магиота са којим остаје током три године студирања. Касније бива примљен у нову академију финих уметности године 1806, где студира под учитељен Теодоро Матеинијем. Године 1809 побеђује на такмичењу и осваја награду која финансира једну годину студирања у Академији Светог Луке у Риму. У Риму остаје до 1814, а онда се сели у Напуљ где слика велико дело "Ulysses at the court of Alcinous". Године 1850 постаје директор Академије Брера.
Године 1882 умире у Милану и оставља иза себе бројне радове.
Познати радови:
- Petro Rosso Imprisoned by the Scaligeri (c1820)
- The Sicillian Vespers (1822)
- Уништење јерусалимског храма (c1867)
- Портрет Марин Фалиеро (1867)
- Ваза са цвећем на прозору харема (c1881)
- Пољубац (1859)

## Галерија
- Женски акт' (ц. 1859)
- Портрет Аноанете Тарасис Басилико (1851)
- Самсон и лав (1842)
- Уништење јерусалимског храма
- Сицилијанска вечерња миса
(сцена 1), (1821—1822)
- Сицилијанска вечерња миса
(сцена 3), (1821—1822)